# Langues au Cameroun
Les deux langues officielles du Cameroun sont le français et l'anglais. Huit des dix régions du Cameroun sont à majorité francophone (représentant 83 % de la population du pays) et deux à majorité anglophone (représentant 17 % de la population du pays). Au total, 309 langues sont recensées au Cameroun. 
Selon le rapport 2018 de l’OLF, le Cameroun compte 41 % de francophones dans sa population,.
Le pays est bilingue et appartient à la fois à la Organisation internationale de la francophonie (OIF) et au Commonwealth. Il s'agit d'un héritage colonial, le Cameroun ayant été sous mandat puis sous tutelle à la fois du Royaume-Uni (Cameroun britannique - 1922-1961) et de la France (Cameroun français - 1916/1919-1960).  
La proportion anglophone est en régression constante, celle-ci étant passée de 21 % de la population du pays en 1976, à 20 % en 1987, à 17 % en 2005 et est projetée/estimée à 16 % en 2015 (dont le 4e recensement du pays devrait avoir lieu en 2015).
Le peul est la première langue maternelle du Cameroun (21 % de la population du pays) et elle est véhiculaire dans tout le centre et nord du Cameroun.
Il existe beaucoup de langues locales au Cameroun. Cette multiplicité profite au français ou à l'anglais, et dans une moindre mesure au pidgin, qui y sont plus utilisé comparativement à d'autres pays africains. Par exemple : le Sénégal ou le Congo-Kinshasa où le français hérité de la colonisation est en concurrence avec des langues locales importantes (respectivement wolof et lingala).
La jeunesse urbaine a créé une forme d'argot complexe dit camfranglais (mélange de français, d'anglais, de locutions vernaculaires camerounaises et de verlan) qui varie selon les villes. Le « camfranglais » est apparu au milieu des années 1970 après la réunification des Cameroun francophone et anglophone. Ce créole est devenu à la mode dans le pays à la fin des années 1990 en partie grâce à certains musiciens populaires.
Par ailleurs, il existe un pidgin english (forme de créole anglais) qui sert parfois de lingua franca aux commerçants. 
L'allemand, langue du premier colonisateur de 1884 jusqu'en 1916, a gravement perdu de son influence face aux deux successeurs, mais est enseigné comme langue étrangère dans le système éducatif, avec une certaine popularité par comparaison avec la plupart des autres pays d'Afrique : en 2010, 300 000 personnes parlaient ou apprenaient l'allemand au Cameroun[réf. souhaitée].
Aucune donnée sur les autres langues étrangères (espagnol, chinois, etc.) n’a été collectée lors du recensement de 2005.

## Statistiques

### Locution
Le nombre de personnes déclarant pouvoir s’exprimer en français était évalué au recensement de 2005 à 6 408 241, soit 57,7 % des personnes âgées de 12 ans et plus et celui en anglais à 2 683 741 personnes, soit 24,1 % de la population de 12 ans et
plus.
« Mendo Ze (1999) indique que la langue française a connu une expansion beaucoup plus rapide que l’anglais. Ce dernier reconnaît un caractère dominant au français parmi toutes les langues parlées au Cameroun, en estimant à 80 % la proportion des locuteurs du français sur toute l’étendue du territoire. ».
De même que : « La progression du français dans les deux régions anglophones est indéniable au regard de sa vitalité ethnolinguistique, du fait notamment d’une majorité de locuteurs de cette langue sur l’ensemble du territoire national et de l’appui formel (prépondérance dans l’administration, dans les médias, etc.) dont il jouit (Aroga, 1997). ».

### Alphabétisation
Au niveau de l’alphabétisation de la population, le troisième recensement général de la population et de l'habitat de 2005 a permis de disposer des informations sur l’alphabétisation en langues officielles et sur l’alphabétisation en langues nationales. Ainsi, le taux d’alphabétisation en langues officielles des 15 ans et plus est de 70,0 %, soit 76,3 % dans la population masculine et 64,2 % dans la population féminine. Par milieu de résidence, ce taux est de 86,6 % en milieu urbain contre 51,7 % en milieu rural. Par région, l’Extrême-Nord (30,7 %), le Nord (35,2 %) et l’Adamaoua (42,2 %) sont les régions qui enregistrent les plus faibles niveaux d’alphabétisation en langue officielles.
Par groupe d’âges, l’on constate que le niveau du taux d’alphabétisation en langues officielles décline avec l’âge. En effet, pour le groupe d’âges 15-24 ans, il est de 79,3 % contre 35,8 % pour le groupe d’âges 60 ans et plus.
En répartissant la population de 15 ans et plus selon le statut d’alphabétisation, on note que sur 100 personnes de cette tranche d’âges :
- 30 personnes sont analphabètes en langues officielles ;
- 13 savent lire et écrire uniquement l’anglais ;
- 45 savent lire et écrire uniquement le français ;
- 12 savent lire et écrire à la fois l’anglais et le français.

Le taux de bilinguisme (proportion de la population sachant parler à la fois l’anglais et le français) au sein de la population de 15 ans et plus est de 11,5 %, soit 14,3 % dans la population masculine et 8,9 % dans la population féminine.
Malgré l’intérêt de plus en plus croissant pour la préservation des langues locales, au Cameroun, l’alphabétisation en langues nationales (aptitude à lire et à écrire une langue locale du Cameroun) reste encore faible, soit 6,4 %, dont 7,1 % en milieu urbain et 5,6 % en milieu rural. Par ailleurs, le taux global d’alphabétisation (proportion des personnes sachant lire et écrire une langue officielle ou une langue
nationale) des 15 ans et plus est de 70,4 %, soit 76,5 % chez les hommes et 64,7 % chez les femmes.
Entre 1976 et 2005, les taux d’alphabétisation se sont améliorés : la proportion des personnes alphabétisées en langues officielles est passée de 37,3 % en 1976 à 49,5 % en 1987 puis enfin à 70,0 % en 2005. Cette situation traduirait les efforts croissants et conjugués de l’État, de ses partenaires et des ménages pour la scolarisation des enfants, qui sont les "adultes de demain".
En termes de recommandations, il pourrait être envisagé :
- le renforcement des stratégies en faveur de la scolarisation des enfants et des jeunes notamment en milieu rural ;
- le renforcement des stratégies incitatives à la scolarisation de la jeune fille ;
- le développement de programmes éducatifs adaptés au mode de vie des populations des régions de l’Extrême-Nord, du Nord et de l’Adamaoua et celles des minorités telles que les Nomades et les Sans Domicile Fixe Apparent ceci en s’appuyant sur les autorités religieuses et traditionnelles ;
- la réduction des charges d’éducation (coût des fournitures scolaires notamment) ;
- le renforcement de l’alphabétisation des adultes.

#### Langues officielles
| R. |
| -- |
| 1  |
| 2  |
| -  |
| -  |
| -  |
| -  |
|    |

| Langue                 | %      | #          |
| ---------------------- | ------ | ---------- |
| Français (total)       | 57,6   | 6 405 981  |
| Anglais (total)        | 25,2   | 2 802 794  |
| Français uniquement    | 46,0   | 5 112 479  |
| Anglais uniquement     | 13,6   | 1 509 292  |
| Français et Anglais    | 11,6   | 1 293 502  |
| Ni Français ni Anglais | 28,8   | 3 199 221  |
| Total                  | 100,00 | 11 114 495 |

| R. |
| -- |
| 1  |
| 2  |
| -  |
| -  |
| -  |
| -  |
| -  |
|    |

| Langue                 | %      | #         |
| ---------------------- | ------ | --------- |
| Français (total)       | 57     | 5 566 339 |
| Anglais (total)        | 25     | 2 448 914 |
| Français uniquement    | 45     | 4 401 333 |
| Anglais uniquement     | 13     | 1 283 908 |
| Français et Anglais    | 12     | 1 165 006 |
| Ni Français ni Anglais | 30     | 2 909 664 |
| Non déterminé          | 1      | 85 568    |
| Total                  | 100,00 | 9 845 479 |

L'alphabétisme en français chez les personnes de 12 ans et plus  est passé de 41,3 % à 57,6 % entre 1987 et 2005 tandis que celui en anglais est passé de 13,4 % à 25,3 %. La proportion globale des personnes alphabétisées en langues officielles a ainsi connu une nette augmentation entre 1987 et 2005, passant de 53,3 % à 71,2 %.
En 2005, la probabilité d’être alphabétisé en français sachant qu’on est anglophone est de 0,46 alors que celle d’être alphabétisé en anglais sachant qu’on est francophone est de 0,20, ce qui découle du caractère majoritaire du français dans l’ensemble du Cameroun.

#### Langues nationales
Le traitement des données du RGPH de 2005 relatives aux langues nationales a permis de dénombrer 85 langues nationales dans lesquelles les personnes recensées déclaraient savoir lire et écrire, représentant 5,6 % de la population de 12 ans et plus (soit 624 254 personnes), dont aucune de dépasse 1 % de la population du pays).
L’analyse de l’évolution de l’alphabétisation en langues nationales depuis 1987 révèle que le phénomène n’a pas beaucoup évolué. En effet, le taux d’alphabétisation en langues nationales en 1987 était de 2,1 % contre 5,6 % en 2005.
L’essentiel des alphabètes en langues nationales se retrouve au sein des plus anciennes générations ; les jeunes générations ne sont quasiment pas alphabétisées en langues nationales.

## Français

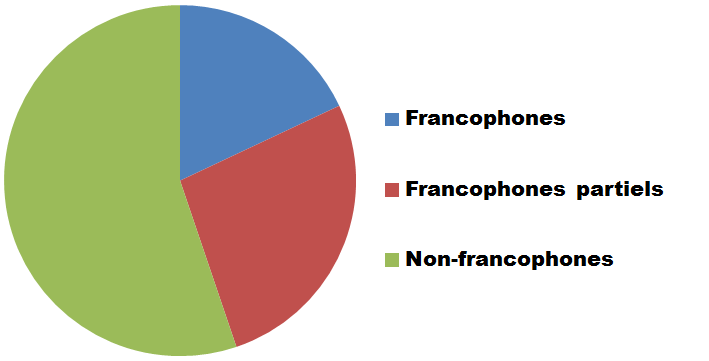
Connaissance de français au Cameroun en 2005 selon l'OIF.

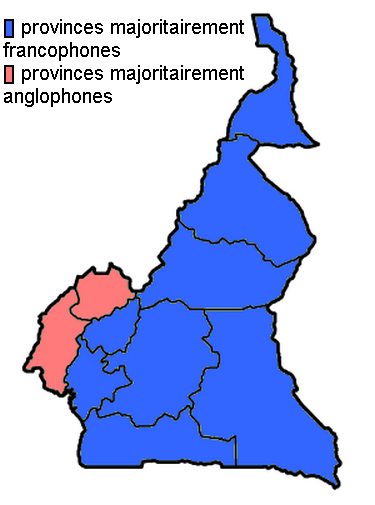
Carte des provinces majoritairement francophones et anglophones au Cameroun.

En 2005 18 % de la population étaient des francophones « réels », alors que 26,8 % étaient des francophones « partiels ». Le français est en progression constante au Cameroun en 2010 plus de 60 % des Camerounais écrivent le français et plus de 80 % le parle, et la plus grande ville Douala parle français à 99 %.
Comme la plupart des autres pays d’Afrique, le Cameroun, grâce aux progrès de l'éducation, voit son nombre de francophones (80+ % des Camerounais vivent dans les subdivisions francophones) s'envoler passant de 46 % en 2005 à plus de 60 % en 2010. Encore plus frappant, la capitale économique Douala est quant à elle passée de 98 % de francophones en 2008 à 99 % en 2010.

### Douala
En 2014, 63,7 % des habitants de Douala de 15 ans et plus savent lire et écrire le français tandis que 76,4 % savent le parler et le comprendre.
| Population totale estimée en 2015                    | 2 864 000 |
| Population de 15 ans et plus estimée en 2015         | 1 790 000 |
| Pourcentage sachant lire et écrire le français       | 63,7 %    |
| Pourcentage sachant parler et comprendre le français | 76,4 %    |
| Nombre de francophones analphabètes estimé en 2015   | 227 330   |

### Yaoundé
En 2014, 60,5 % des habitants de Yaoundé de 15 ans et plus savent lire et écrire le français tandis que 75,6 % savent le parler et le comprendre.
| Population totale estimée en 2015                    | 2 870 000 |
| Population de 15 ans et plus estimée en 2015         | 1 876 980 |
| Pourcentage sachant lire et écrire le français       | 60,5 %    |
| Pourcentage sachant parler et comprendre le français | 75,6 %    |
| Nombre de francophones analphabètes estimé en 2015   | 283 424   |

## Anglais
L'anglais (17 % de la population vit dans les subdivisions anglophones) est la deuxième langue officielle. Il est en général moins usité que le français et beaucoup influencé par ce dernier.
Le français et l’anglais sont en compétition au Cameroun, non seulement entre eux, mais également avec les langues identitaires locales et le pidgin camerounais ; le français domine l’anglais dans la mesure où les locuteurs francophones sont majoritaires ; la francisation de l’anglais est plus avancée que l’anglicisation du français ; cependant, à cause de l’influence anglo-américaine sur le plan mondial, l’anglais devient, de plus en plus, la langue d'éducation dans les couches élitaires/élitistes de la population camerounaise ; l'anglais est de plus en plus mis à côté du français en tant que langue d'éducation, mais aussi en tant que langue d'expression comme on le voit aisément en matière de diffusion d'information et dans les journaux d'annonce officielles.

## Langues locales
Une littérature abondante décrit les très nombreux langues et dialectes du Cameroun, dont :
- 213 au groupe nigéro-congolais
- 60 appartenant au groupe afro-asiatique, et
- deux au groupe nilo-saharien.

On trouve ainsi le bakoko, le bamoun, l'ewondo, le tikar, le douala, le bassa, le yabassi, le dimbambang, le bakweri, le bulu, le peul ou foufouldé, le Haoussa, le mafa, le fe'efe' ou nufi, le fang... 
Dans le grand nord du pays le peul, dit aussi foulbé ou foulfoulde, est communément employé par la majorité de la population. 
Il existe un site internet consacré à l'apprentissage des langues minoritaires en général, et camerounaises en particulier.

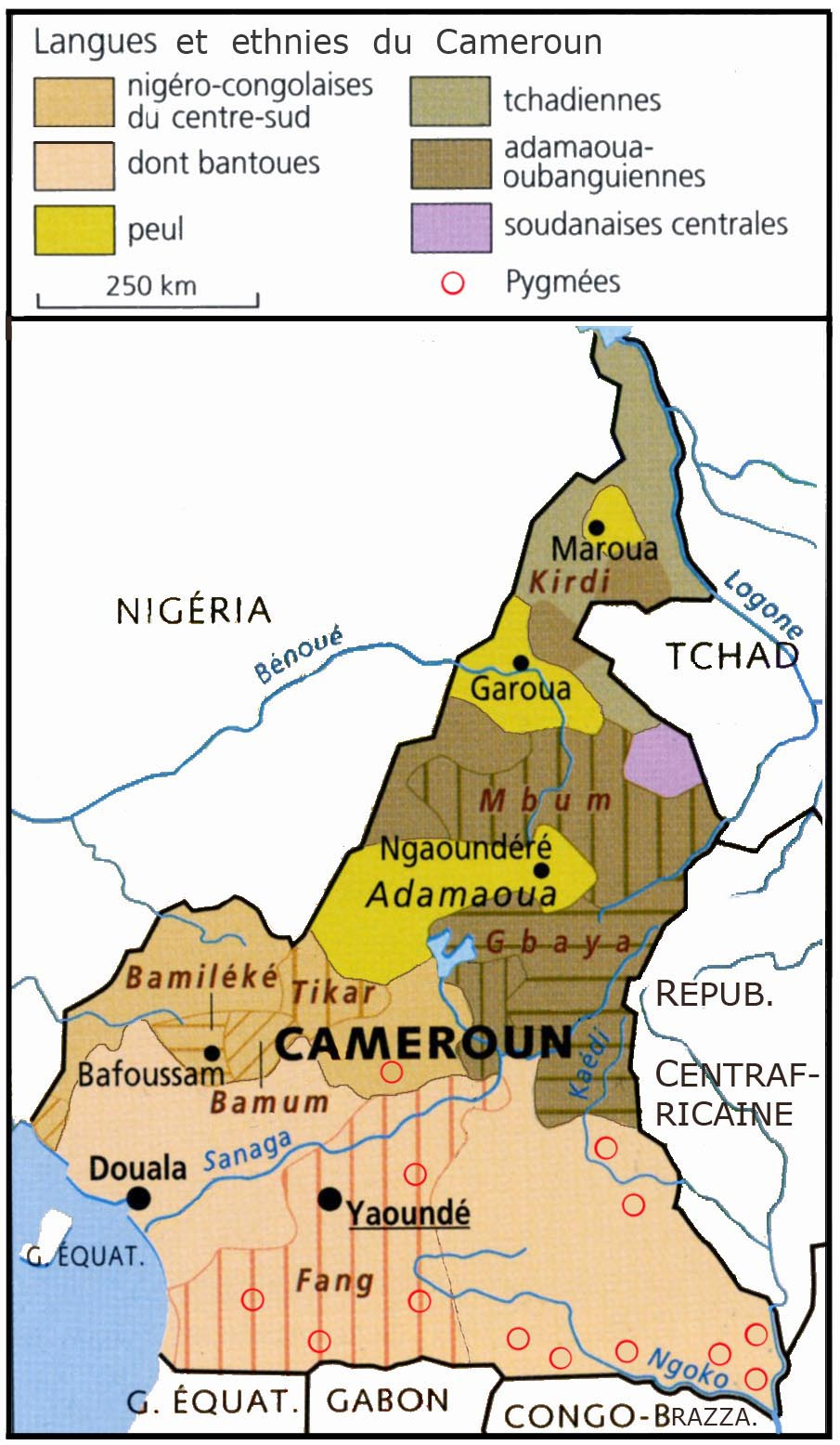
Langues locales du Cameroun.
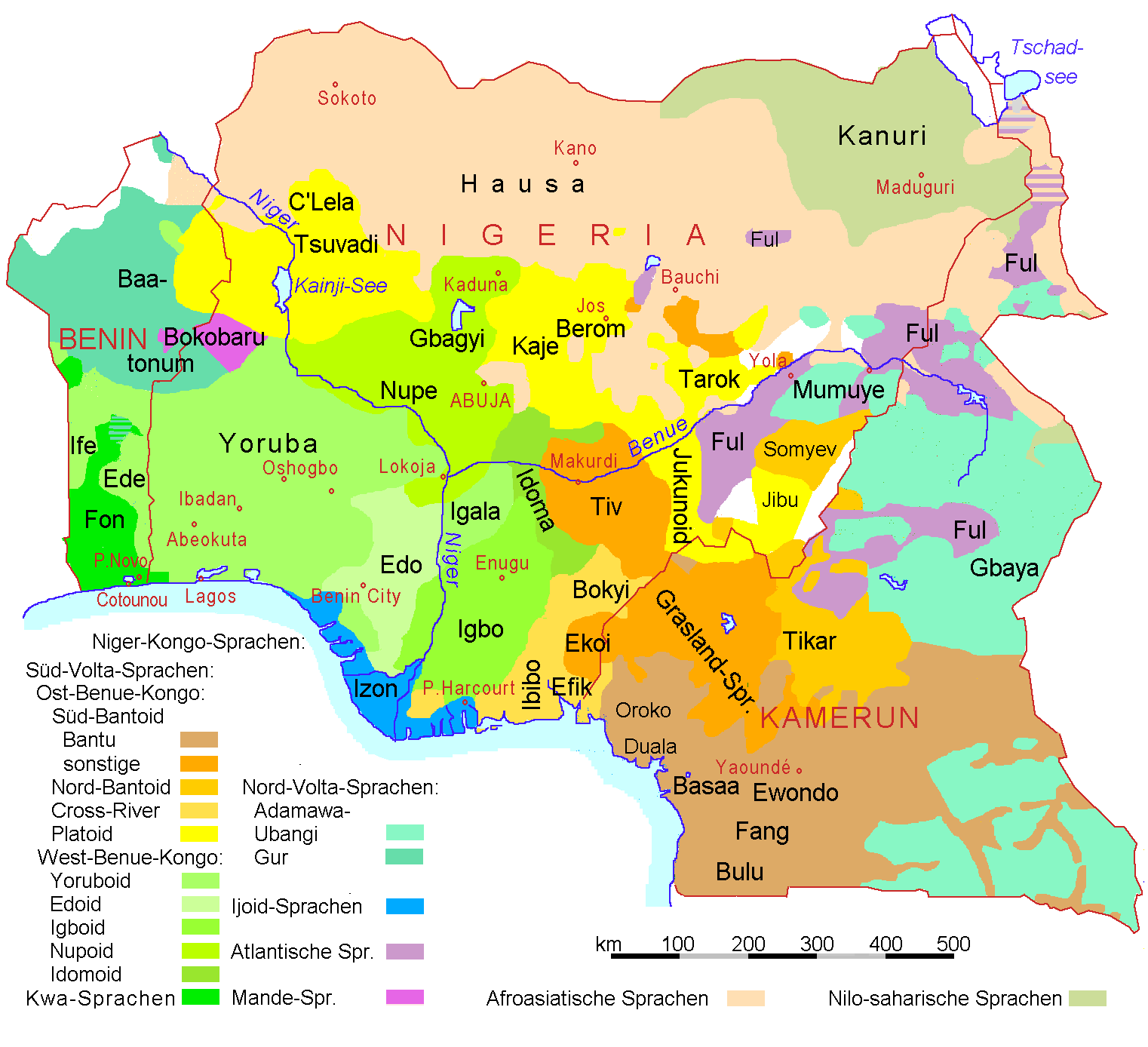
Distribution des grands ensembles linguistiques autour du Golfe de Guinée.

## Francophonie
Le Cameroun est membre de l'Organisation internationale de la francophonie.
La région camerounaise du Nord-Ouest est membre de l'Association internationale des régions francophones.
De plus les villes de Bangangté, Bertoua, Douala, Ebolowa, Foumban, Limbé, Yaoundé, Dschang, Edéa, Garoua, Ngaoundéré de même que le regroupement des Communes et Villes Unies du Cameroun-CVUC sont membres de l'Association internationale des maires francophones.